# Pionopsitta pileata
Il pappagallo pileato (Pionopsitta pileata Scopoli, 1769) è un uccello della famiglia degli Psittacidi. È l'unica specie del genere Pionopsitta Bonaparte, 1854.

## Descrizione
Rarissimo pappagallo con colorazione base verde, remiganti e bordo delle timoniere blu, taglia attorno ai 22 cm, copritrici auricolari brune, anello perioftalmico azzurro-grigio, iride bruna, becco e zampe grigiastri. Presenta un evidente dimorfismo sessuale: il maschio adulto ha la fronte e la regione perioftalmica di un intenso rosso; la femmina adulta ha un segno bluastro sulla fronte; i giovani maschi hanno la coroncina rossa, la fronte arancio e ali e coda blu, di tono molto più pallido; le giovani femmine sono molto simili alle adulte, ma con colori più pallidi.

## Distribuzione e habitat
Ha subito un grave danno dalla deforestazione e ora è piuttosto raro in tutto l'areale che comprende il Brasile sud-orientale, il Paraguay orientale e il nord-est dell'Argentina. Fu catturato e importato in Europa negli anni tra il 1969 e il 1976, ma non ebbe successo e oggi è rarissimo e allevato soltanto in centri specializzati.
Predilige le foreste primarie, comprese le foreste ricche di araucaria, fino ai 1500 metri di quota, dove vive in coppie o piccoli gruppi, prevalentemente tenendosi sulle cime degli alberi. In Argentina si adatta anche a vivere nelle foreste subtropicali.